# The Limousine Mystery
The Limousine Mystery è un cortometraggio muto del 1916 diretto da Lucius Henderson. La sceneggiatura di Catherine Carr, si basa su un soggetto di Leslie T. Peacocke. Prodotto dalla Victor Film Company, il film aveva come interpreti Mary Fuller, Joseph W. Girard, Tony Merlo, A.H. Busby, William Welsh.

## Produzione
Il film fu prodotto dalla Victor Film Company.

## Distribuzione
Distribuito dall'Universal Film Manufacturing Company, il film - un cortometraggio in due bobine - uscì nelle sale cinematografiche degli Stati Uniti il 7 giugno 1916.